# Jean Nako Naprapol
Jean Nako Naprapol (sinh 20 tháng 7 năm 1980) là một cầu thủ bóng đá Vanuatu). Anh chơi cho đội tuyển quốc gia ở giải OFC Nations Cup 2012.

## Liên kết khác
- Jean Nako Naprapol at transfermarkt.co.uk
- Jean Nako Naprapol tại National-Football-Teams.com